# Macranhinga chilensis
Macranhinga chilensis es una especie de ave acuática suliforme aníngida extinta perteneciente al género Macranhinga, el cual está relacionado con el género Anhinga, cuyas especies vivientes son denominadas comúnmente aningas, biguá-víboras, aves serpiente, marbellas o patos aguja.

## Taxonomía
Esta especie fue descrita originalmente en el año 1995 por el paleontólogo Herculano M. F. Alvarenga bajo el nombre científico de Meganhinga chilensis, como especie tipo del género Meganhinga.  
Fue colectada de la Formación Cura-Mallín (del Mioceno inferior a medio, pisos/edades Serravalliano-Burdigaliano, edad Santacrucense) aflorante en la localidad de Cerro Rucañanco (en proximidades de Lonquimay), en la provincia de Malleco, en la Región de la Araucanía, centro-sur de Chile.
Su gran tamaño más la proporción del húmero (hueso del ala) con respecto al de las aningas actuales permite inferir que esta ave carecía de la facultad de volar.
Originalmente la especie fue descrita sobre la base de restos correspondientes a 2 ejemplares de gran tamaño. Años después fue exhumado en la misma localidad tipo un tercer espécimen más completo, ya que incluía un trozo de coracoides izquierdo y un fragmento distal del húmero derecho.

## Relaciones filogenéticas
En el año 2015 se realizó una revisión sistemática de los integrantes de la familia Anhingidae descritos para el subcontinente sudamericano. En el análisis filogenético se tuvo en cuenta los estadios ontogenéticos presentes en las muestras para evitar una sobrestimación de la verdadera diversidad de especies, se analizó también las variaciones cuali- y cuantitativas en relación con las especies actuales para finalmente proceder a redefinir y delimitar el elenco taxonómico fósil.
También se realizaron estudios paleobiológicos, mediante tomografías axiales de determinados elementos óseos para determinar la robustez de su corteza. Cotejándolas respecto a las aningas vivientes, se estimó las masas corporales de cada especie extinta, se infirió su musculatura mediante la comparación entre correlatos óseos de los orígenes e inserciones y desarrollos musculares, estimándose así mismo morfotipos locomotores, se calculó la envergadura alar, el área del ala y la carga alar. La conclusión de la revisión sistemática determinó que Meganhinga chilensis se trata de un taxón específico válido, pero se lo transfirió al género Macranhinga.

## Características y hábitos
Se estima que esta ave del Neógeno continental de Chile habría habitado en las cuencas de grandes ríos.
Habrían realizado prolongados y profundos buceos para capturar peces y otras presas (bastante grandes en comparación con las actuales aningas). Al haber perdido la capacidad de volar, para mantenerse a resguardo de los depredadores y reproducirse exitosamente, habrían anidado sobre el suelo de pequeñas islas e islotes, presentando hábitos similares a los actuales grandes pingüinos.